# 73. Golden Globe-gála
A 73. Golden Globe-gálára 2016. január 10-én, vasárnap került sor.  A 2015-ben mozikba, vagy képernyőkre került amerikai filmeket, illetve televíziós sorozatokat díjazó rendezvényt a kaliforniai Beverly Hillsben, a Beverly Hilton Hotelben tartották meg, a Hollywoodi Külföldi Tudósítók Szövetsége és a Dick Clark Productions szervezésében. A díjátadó házigazdájának – 2010, 2011 és 2012 után immár negyedik alkalommal – Ricky Gervais színészt kérték fel.
A jelöltek listáját 2015. december 10-én hozták nyilvánosságra. Az erről szóló bejelentést Angela Bassett, America Ferrera, Chloë Grace Moretz és Dennis Quaid tette meg. A legtöbb jelölést mozifilmek esetében a Carol (öt), valamint A visszatérő és a Steve Jobs (négy-négy) kapta, míg a televíziós alkotások esetében a jelölés kiegyensúlyozottabb volt: az American Crime, a Fargo, a Mr. Robot, az Outlander – Az idegen, a Transparent és a Wolf Hall egyaránt három-három jelölést kapott.
A mozifilmek versenye kiegyensúlyozott volt: egyik film sem kapott kiugróan sok elismerést. A legeredményesebb az A visszatérő  volt (4 jelölésből 3 díj), a Mentőexpedíció (3 jelölés) kettő, a többi nagy esélyesnek tartott alkotás pedig egy-egy díjat söpörhetett be. A két legeredményesebb film egyben a drámai, illetve a zenés filmek kategóriájának győztese is lett. A nagy vesztes Todd Haynes romantikus filmdrámája, a Carol: öt jelöléséből egyetlen díjat sem vihetett el.
A magyar filmművészetet képviselő Saul fia első magyar filmként elnyerte a legjobb idegen nyelvű film díját. Ez ideig Szabó István két filmdrámája, a Redl ezredes (1986) és a Hanussen (1989) kapott Golden Globe jelölést, azonban egyik sem részesült ebben a magas amerikai elismerésben. A trófeát Nemes Jeles László vette át a Helen Mirren–Gerard Butler párostól.
A televíziós alkotások közül az előző évi nyertesekből egyik sem tudott duplázni, a legjobb drámai sorozat díját a Mr. Robot című tévésorozat, míg a legjobb vígjátékét a Mozart in the Jungle kapta. A három-három jelöléssel indított, előző években sikereket elért  Fargo és a Transparent, illetve az új alkotásként jelölt American Crime és Outlander – Az idegen egyetlen díjat sem vihetett haza.
„A szórakoztatás világához történt kiemelkedő hozzájárulásáért, illetve eddigi életművéért” a kétszeres Golden Globe díjas Denzel Washington vehette át a Cecil B. DeMille-életműdíjat.

## Jelölések és díjak

### Filmek
A nyertesek a táblázat első sorában, félkövérrel vannak jelölve.
| Legjobb filmes díjak | Legjobb filmes díjak |
| Legjobb filmdráma | Legjobb vígjáték vagy zenés film |
| --- | --- |
| - A visszatérő - A szoba - Carol - Mad Max – A harag útja - Spotlight | - Mentőexpedíció - A kém - A nagy dobás - Joy - Kész katasztrófa |
| Legjobb filmes alakítások (filmdráma) | |
| Színész | Színésznő |
| - Leonardo DiCaprio – A visszatérő - Bryan Cranston – Trumbo - Michael Fassbender – Steve Jobs - Eddie Redmayne – A dán lány - Will Smith – Sérülés                      | - Brie Larson – A szoba - Cate Blanchett – Carol - Rooney Mara – Carol - Saoirse Ronan – Brooklyn - Alicia Vikander – A dán lány |
| Legjobb filmes alakítások (vígjáték vagy zenés film) | |
| Színész | Színésznő |
| - Matt Damon – Mentőexpedíció - Christian Bale – A nagy dobás - Steve Carell – A nagy dobás - Al Pacino – Danny Collins - Mark Ruffalo – Infinitely Polar Bear           | - Jennifer Lawrence – Joy - Melissa McCarthy – A kém - Amy Schumer – Kész katasztrófa - Maggie Smith – The Lady in the Van - Lily Tomlin – Grandma |
| Legjobb mellékszereplők (filmdráma, vígjáték vagy zenés film) | |
| Színész | Színésznő |
| - Sylvester Stallone – Creed: Apollo fia - Paul Dano – Szeretet és köszönet - Idris Elba – Hontalan fenevadak - Mark Rylance – Kémek hídja - Michael Shannon – 99 Homes  | - Kate Winslet – Steve Jobs - Jane Fonda – Ifjúság - Jennifer Jason Leigh – Aljas nyolcas - Helen Mirren – Trumbo - Alicia Vikander – Ex Machina |
| Egyéb | |
| Legjobb rendező | Legjobb forgatókönyv |
| - Alejandro González Iñárritu – A visszatérő - Todd Haynes – Carol - Tom McCarthy – Spotlight - George Miller – Mad Max – A harag útja - Ridley Scott – Mentőexpedíció   | - Aaron Sorkin – Steve Jobs - Emma Donoghue – A szoba - Tom McCarthy és Josh Singer – Spotlight - Charles Randolph és Adam McKay – A nagy dobás - Quentin Tarantino – Aljas nyolcas |
| Legjobb eredeti filmzene | Legjobb eredeti filmbetétdal |
| - Ennio Morricone – Aljas nyolcas - Carter Burwell – Carol - Alexandre Desplat – A dán lány - Daniel Pemberton – Steve Jobs - Ryuichi Sakamoto, Alva Noto – A visszatérő | - "Writing's on the Wall" (Sam Smith, Jimmy Napes) – Spectre – A Fantom visszatér - "Love Me like You Do" (Max Martin, Savan Kotecha, Ali Payami, Tove Lo, Ilya Salmanzadeh) – A szürke ötven árnyalata - "One Kind of Love" (Brian Wilson, Scott Bennett) – Szeretet és köszönet - "See You Again" (DJ Frank E, Andrew Cedar, Charlie Puth, Wiz Khalifa) – Halálos iramban 7. - "Simple Song #3" (David Lang) – Ifjúság |
| Legjobb animációs film | Legjobb idegen nyelvű film |
| - Agymanók - Anomalisa - Dinó tesó - Snoopy és Charlie Brown – A Peanuts film - Shaun, a bárány – A film                                                                 | - Saul fia (Magyarország) - El Club (Chile) - Legújabb testamentum (Belgium/Franciaország/Luxembourg) - Miekkailija (Finnország/Németország/Észtország) - Mustang (Franciaország) |

### Televíziós alkotások
A nyertesek a táblázat első sorában, félkövérrel vannak jelölve. Az előző évben nyertes televíziós sorozatokra a „ ♕ ” jel emlékeztet.
| Legjobb televíziós sorozatok | Legjobb televíziós sorozatok |
| Filmdráma | Vígjáték vagy zenés film |
| --- | --- |
| - Mr. Robot - Empire - Narcos - Outlander – Az idegen - Trónok harca                                                                                                 | - Mozart in the Jungle - Az alelnök - Casual - Orange Is the New Black - Szilícium-völgy - Transparent ♕                                                                                  |
| Minisorozat vagy tévéfilm | |
| - Wolf Hall - American Crime - Amerikai Horror Story: Hotel - Fargo - Kegyetlen tánc                                                                                 | |
| Legjobb alakítás televíziós sorozatban (filmdráma) | |
| Színész | Színésznő |
| - Jon Hamm – Mad Men – Reklámőrültek - Rami Malek – Mr. Robot - Wagner Moura – Narcos - Bob Odenkirk – Better Call Saul - Liev Schreiber – Ray Donovan               | - Taraji P. Henson – Empire - Caitríona Balfe – Outlander – Az idegen - Viola Davis – Hogyan ússzunk meg egy gyilkosságot? - Eva Green – Londoni rémtörténetek - Robin Wright – Kártyavár |
| Legjobb alakítás televíziós sorozatban (vígjáték vagy zenés film) | |
| Színész | Színésznő |
| - Gael García Bernal – Mozart in the Jungle - Aziz Ansari – Master of None - Rob Lowe – The Grinder - Patrick Stewart – Blunt Talk - Jeffrey Tambor – Transparent    | - Rachel Bloom – Crazy Ex-Girlfriend - Jamie Lee Curtis – Scream Queens - Julia Louis-Dreyfus – Az alelnök - Gina Rodriguez – Jane the Virgin - Lily Tomlin – Grace and Frankie           |
| Legjobb alakítás minisorozatban vagy tévéfilmben | |
| Színész | Színésznő |
| - Oscar Isaac – Mutassatok egy hőst - Idris Elba – Luther - David Oyelowo – Nightingale - Mark Rylance – Wolf Hall - Patrick Wilson – Fargo                          | - Lady Gaga – Amerikai Horror Story: Hotel - Kirsten Dunst – Fargo - Sarah Hay – Kegyetlen tánc - Felicity Huffman – American Crime - Queen Latifah – Bessie                              |
| Legjobb mellékszereplő televíziós sorozatban, minisorozatban vagy tévéfilmben                                                                                        | |
| Mellékszereplő színész | Mellékszereplő színésznő |
| - Christian Slater – Mr. Robot - Alan Cumming – A férjem védelmében - Damian Lewis – Wolf Hall - Ben Mendelsohn – Bloodline - Tobias Menzies – Outlander – Az idegen | - Maura Tierney – The Affair - Uzo Aduba – Orange Is the New Black - Joanne Froggatt – Downton Abbey - Regina King – American Crime - Judith Light – Transparent                          |

## Különdíjak

### Cecil B. DeMille-életműdíj
- Denzel Washington

### Miss Golden Globe
- Corinne Foxx[6]

## Többszörös jelölések és elismerések
Mozifilmek
| Jelölés | Díj | Cím                    |
| ------- | --- | ---------------------- |
| 5       | 0   | Carol                  |
| 4       | 3   | A visszatérő           |
| 4       | 1   | Steve Jobs             |
| 4       | 0   | A nagy dobás           |
| 3       | 2   | Mentőexpedíció         |
| 3       | 1   | Aljas nyolcas          |
| 3       | 1   | A szoba                |
| 3       | 0   | A dán lány             |
| 3       | 0   | Spotlight              |
| 2       | 1   | Joy                    |
| 2       | 0   | A kém                  |
| 2       | 0   | Kész katasztrófa       |
| 2       | 0   | Mad Max – A harag útja |
| 2       | 0   | Szeretet és köszönet   |
| 2       | 0   | Trumbo                 |

Televíziós filmek
| Jelölés | Díj | Cím                          |
| ------- | --- | ---------------------------- |
| 3       | 2   | Mr. Robot                    |
| 3       | 1   | Wolf Hall                    |
| 3       | 0   | American Crime               |
| 3       | 0   | Fargo                        |
| 3       | 0   | Outlander – Az idegen        |
| 3       | 0   | Transparent                  |
| 2       | 2   | Mozart in the Jungle         |
| 2       | 1   | Amerikai Horror Story: Hotel |
| 2       | 1   | Empire                       |
| 2       | 0   | Az alelnök                   |
| 2       | 0   | Kegyetlen tánc               |
| 2       | 0   | Narcos                       |
| 2       | 0   | Orange Is the New Black      |

Személyek
| Jelölés | Díj | Név             |
| ------- | --- | --------------- |
| 2       | 0   | Alicia Vikander |
| 2       | 0   | Tom McCarthy    |

## Díjátadó személyek
A Hollywoodi Külföldi Tudósítók Szövetsége a következő személyeket kérte fel a díjak átadására: 
- Amy Adams – legjobb színész (musical vagy vígjáték)
- Jaimie Alexander és Amber Heard – legjobb színész (televíziós minisorozat vagy tévéfilm)
- Patricia Arquette és J. K. Simmons – legjobb férfi mellékszereplő
- Melissa Benoist és Grant Gustin – legjobb színész, televíziós sorozat (musical vagy vígjáték)
- Orlando Bloom és Bryce Dallas Howard – legjobb televíziós minisorozat vagy tévéfilm
- Kate Bosworth és Sophia Bush – legjobb színésznő, televíziós sorozat (dráma)
- Gerard Butler és Helen Mirren – legjobb idegen nyelvű film
- Jim Carrey – legjobb vígjáték vagy zenés film
- Matt Damon – A Mentőexpedíció bemutatása
- Viola Davis – A Carol bemutatása
- Chris Evans – A Spotlight bemutatása
- Paul Feig, Melissa McCarthy és Jason Statham – A kém bemutatása
- Will Ferrell és Mark Wahlberg – legjobb forgatókönyv
- America Ferrera és Eva Longoria – legjobb színész, televíziós sorozat (dráma)
- Harrison Ford – legjobb filmdráma
- Tom Ford és Lady Gaga – legjobb mellékszereplő színész (televíziós sorozat, televíziós minisorozat vagy tévéfilm)
- Jamie Foxx és Lily James – legjobb eredeti filmzene, valamint Miss Golden Globe
- Morgan Freeman – legjobb filmrendező
- Mel Gibson – A Mad Max – A harag útja bemutatása
- Ryan Gosling és Brad Pitt – A nagy dobás bemutatása
- Maggie Gyllenhaal – A szoba bemutatása
- Tom Hanks – Cecil B. DeMille-életműdíj
- Kevin Hart és Ken Jeong – legjobb színésznő (televíziós minisorozat vagy tévéfilm)
- Taraji P. Henson és Terrence Howard – legjobb televíziós sorozat (musical vagy vígjáték)
- Jonah Hill és Channing Tatum – legjobb női mellékszereplő
- Kate Hudson és Kurt Russell – legjobb animációs film
- Dwayne Johnson és Jennifer Lopez – legjobb mellékszereplő színésznő (televíziós sorozat, televíziós minisorozat vagy tévéfilm)
- Michael Keaton – legjobb színésznő (musical vagy vígjáték)
- John Krasinski és Olivia Wilde – legjobb televíziós sorozat (dráma)
- Jennifer Lawrence és Amy Schumer – A Joy és a Kész katasztrófa bemutatása
- Tobey Maguire introduced – A visszatérő bemutatása
- Julianne Moore – legjobb színész (dráma)
- Katy Perry – legjobb eredeti filmbetétdal
- Eddie Redmayne – legjobb színésznő (dráma)
- Andy Samberg – legjobb színésznő, televíziós sorozat (dráma)